# La Digne-d'Aval
La Digne-d'Aval är en kommun i departementet Aude i regionen Occitanien  i södra Frankrike. Kommunen ligger  i kantonen Limoux som ligger i arrondissementet Limoux. År 2022 hade La Digne-d'Aval 526 invånare.

## Befolkningsutveckling
Antalet invånare i kommunen La Digne-d'Aval
Referens: INSEE